# Lebedynský rajón
Lebedynský rajón (ukrajinsky Лебединський район) byl rajón v Sumské oblasti na Ukrajině. Hlavním městem byl Lebedyn a rajón měl přibližně 20 tisíc  obyvatel. 

## Sídla v rajónu
- Lebedyn